# James E. Casey

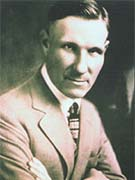
James E. Casey

James E. Casey, född 29 mars 1888 i Candelaria i Nevada, död 6 juni 1983, var en amerikansk affärsman.
Casey lånade 1907, 19 år gammal, $100 för att starta företaget American Messenger Company i Seattle, Washington. Detta företag skulle växa till världens största transportföretag under namnet United Parcel Service (UPS). Casey trodde på personalens betydelse för ett företag och som VD verkade han för att företaget skulle behandla alla anställda lika och rättvist. Det bestämdes att företaget skulle ägas av sina anställda. Än idag tillämpas denna princip, även om bolaget numera är börsnoterat. Genom att erbjuda bra löner och förmåner för de anställda och ha ett gott samarbete med fackföreningarna lyckades företaget klara sig bra genom depressionen. 
Trots att Casey med tiden blev rik glömde han aldrig bort sin barndom och hur svårt de haft det ekonomiskt efter att hans far dött tidigt. Han bildade därför Annie E. Casey Foundation, döpt efter hans mor, som har till uppgift att stödja amerikanska barn som har det svårt.